# Protokečuánština
Protokečuánština byla předchůdcem dnešních kečujských jazyků s původem patrně ve středním Peru. Protože byla po staletí v intenzivním kontaktu s ajmarskými jazyky, hovoří se ve vědecké literatuře ještě o "preprotokečuánštině", což je vývojové stádium před kontaktem s ajmarskými jazyky.
Protokečuánština měla (stejně jako algonkinské jazyky) inverzní morfologii, tzn. podmět a předmět se nerozlišovaly pády, ale inverzními příponami slovesa.[zdroj?] Morfologie, syntax a slovní zásoba protokečuánštiny byly při prvním kontaktu zásadně ovlivněny ajmarskými jazyky, jež tehdy měly mnohem větší rozlohu než dnes (jediným zbytkem ve středním Peru jsou jazyky kawki a jaqaru). Těsně před podrobením Inků Španěly nahradila kečuánština v incké říši ajmarštinu, díky čemuž dosáhla značného rozšíření.
Vztah mezi (proto)kečuánštinou a (proto)ajmarštinou je podobný vztahu mezi korejštinou a japonštinou – jedná se o blíže nepříbuzné jazyky s částečně společnou slovní zásobou a téměř identickou strukturou morfosyntaxe. Ajmarština je však komplexnější, což naznačuje, že je starší. Kečuánština je méně polysyntetická a některé gramatické kategorie (např. polypersonální shoda) imitují ajmarskou gramatiku analytickou konstrukcí nebo reanalýzou původních morfémů (např. polypersonální riku-su-nki "vidí tě" vs. ajmarský tvar uñj-tam s fuzionálním sufixem). Na fonologické rovině převzala kečuánština z ajmarských jazyků aspirované a rázové souhlásky p, t, k (vyskytují se pouze v dialektech, které přišly do kontaktu s ajmarštinou).